# Feuerwehr Greifswald
Die Feuerwehr Greifswald ist eine kommunale Einrichtung der Universitäts- und Hansestadt Greifswald, die für den Brandschutz im Stadtgebiet Greifswalds zuständig ist. Sie gliedert sich in eine Berufsfeuerwehr und eine Freiwillige Feuerwehr.

## Berufsfeuerwehr
Die Berufsfeuerwehr ist als 24. Feuerwehr des Deutschen Kaiserreichs, eine der ältesten Deutschlands; gegründet wurde sie am 1. April 1876. Seitdem stellt sie im 24-Stunden-Dienst den Brandschutz in der Universitäts- und Hansestadt Greifswald sicher. Sie ist eine Abteilung im Amt für Bürgerservice und Brandschutz.

### Aufgaben
Die Aufgaben der Berufsfeuerwehr sind vielfältig und reichen über die üblichen Feuerwehraufgaben hinaus:
- Vorbeugender und abwehrender Brandschutz
- Technische Unfallhilfe
- Krankentransport (November 2001 bis Juli 2005; aus Personalmangel eingestellt)

### Feuerwache
Die Feuerwache befindet sich in der Wolgaster Straße zwischen der Greifswalder Mühlenvorstadt und dem Ostseeviertel, so dass rund 80 Prozent des Stadtgebietes innerhalb von acht Minuten erreicht werden können. Sie beherbergt auch eine Atemschutzwerkstatt, eine Schlauchwerkstatt mit Schlauchwäsche, ein Fahrzeugwartungsplatz, sowie eine allgemeine Gerätewerkstatt. Hier sind zudem die Integrierte Leitstelle und die Freiwillige Feuerwehr untergebracht.

### Leitstelle
Um die Einsätze der HKS Rettungsdienst Greifswald GmbH, die gemeinsam mit dem Deutschen Roten Kreuz (und ehemals gemeinsam mit der Berufsfeuerwehr) den Rettungsdienst in Greifswald übernimmt, zu koordinieren, wurde in der Berufsfeuerwache eine integrierte Leitstelle eingerichtet. Ferner ist diese Leitstelle auch für die Alarmierung des Rettungshubschraubers Christoph 47 zuständig.

### Sondereinsatzgruppe SEE
Aufgrund zahlreicher tödlicher Badeunfälle im Greifswalder Bodden wurde 2000 die Sondereinsatzgruppe SEE gegründet. Dabei handelt es sich um ein gemeinsames Hilfsprojekt der Berufsfeuerwehr Greifswald, der Deutschen Rettungsflugwacht und der Deutschen Gesellschaft zur Rettung Schiffbrüchiger.
Dieses Konzept sieht vor, dass bei einem Wasserrettungseinsatz parallel Rettungsspringer der Berufsfeuerwehr Greifswald, der Rettungshubschrauber Christoph 47, sowie Boote der DGzRS, Wasserschutzpolizei und Küstenwache alarmiert werden. Der Rettungsspringer der Berufsfeuerwehr wird dann vom Hubschrauber auf der Hauptfeuerwache abgeholt. Sobald die zu suchende Person gefunden wurde, wird vom Rettungshubschrauber aus eine Rettungsinsel abgeworfen, bevor der Rettungsspringer selbst in die See springt. Danach versucht er die verunfallte Person in die Rettungsinsel zu bringen, wo beide dann von einem Boot abgeholt und an Land gebracht werden. Dort wird der Verunfallte dann dem regulären Rettungsdienst übergeben.

### Fahrzeuge

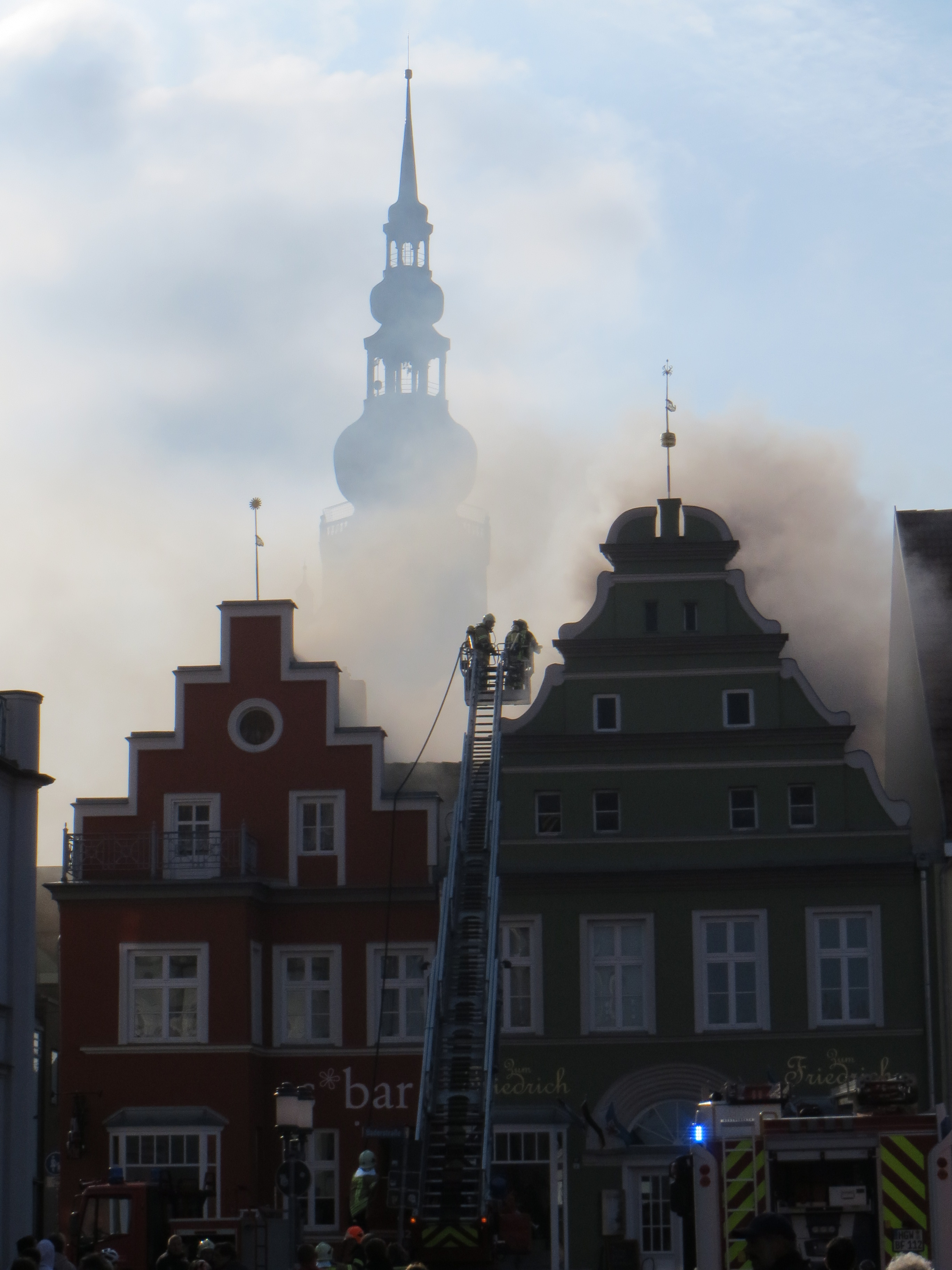
Einsatz (April 2014)

Der Fuhrpark der Berufsfeuerwehr umfasst:
- 1 Drehleiter 23/12 mit Korb (DLAK 23/12) (Baujahr 2015)
- 1 Hilfeleistungslöschgruppenfahrzeug 20 (Baujahr 2015)
- 3 Kommandowagen (Baujahre 2011, 2013 und 2017)
- 1 Wechselladerfahrzeug (WLF 26Kr) (Baujahr 2018)
- 1 Wechselladerfahrzeug (WLF18) (Baujahr 2008)
- 1 Einsatzleitwagen (ELW 1) (Baujahr 2016)
- 1 Mehrzweckboot/Rettungsboot
- 1 Arbeitsboot
- 1 Eisschlitten
- 1 Pkw
- 1 AB Gefahrgut
- 1 AB Logistik
- 1 AB Rüst
- 1 AB Schlitten fürs Rettungsboot
- diverse Anhänger (unter anderem mit Ölwehrausrüstung)

## Freiwillige Feuerwehr

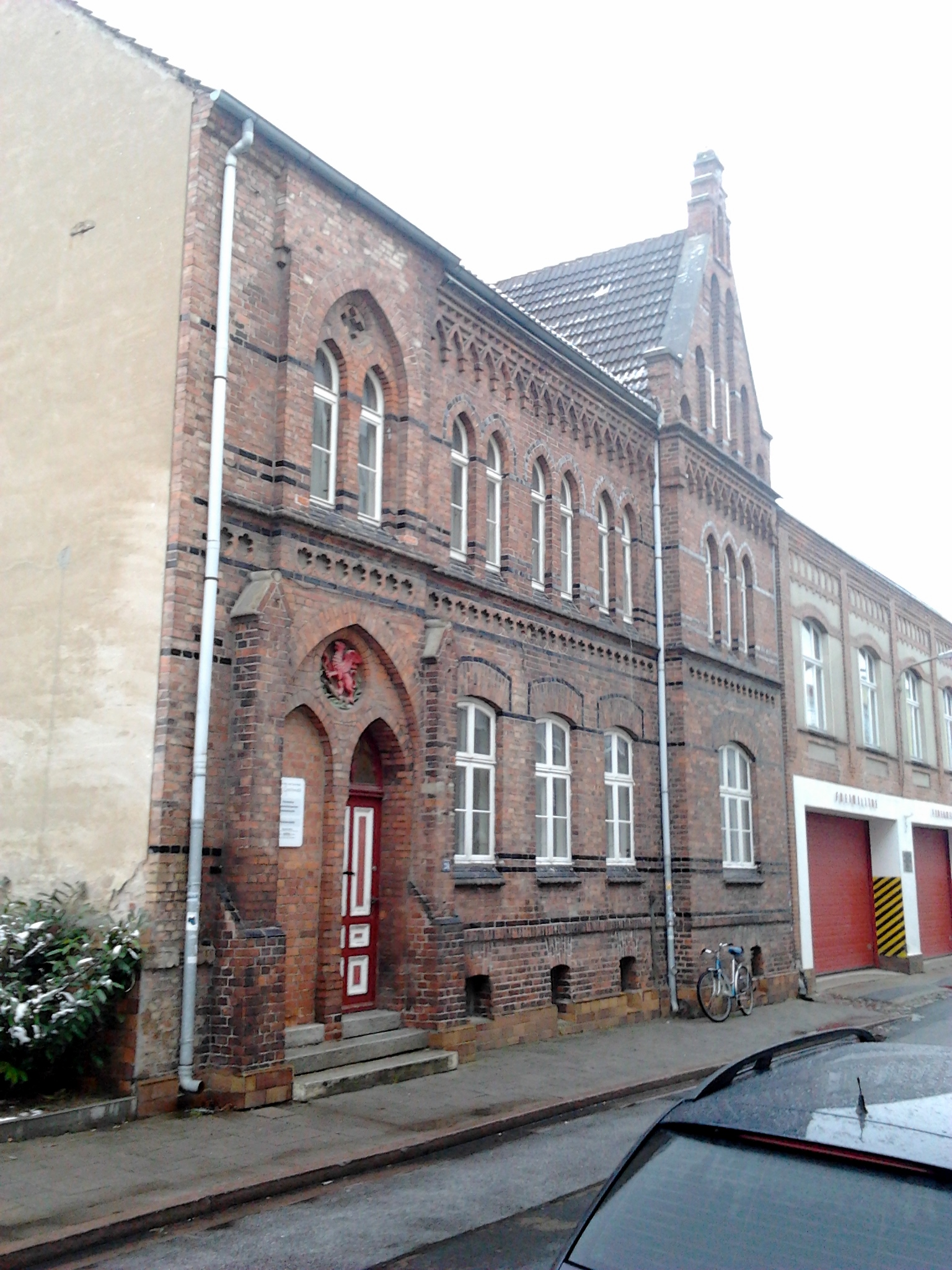
Alte Feuerwache Baderstraße

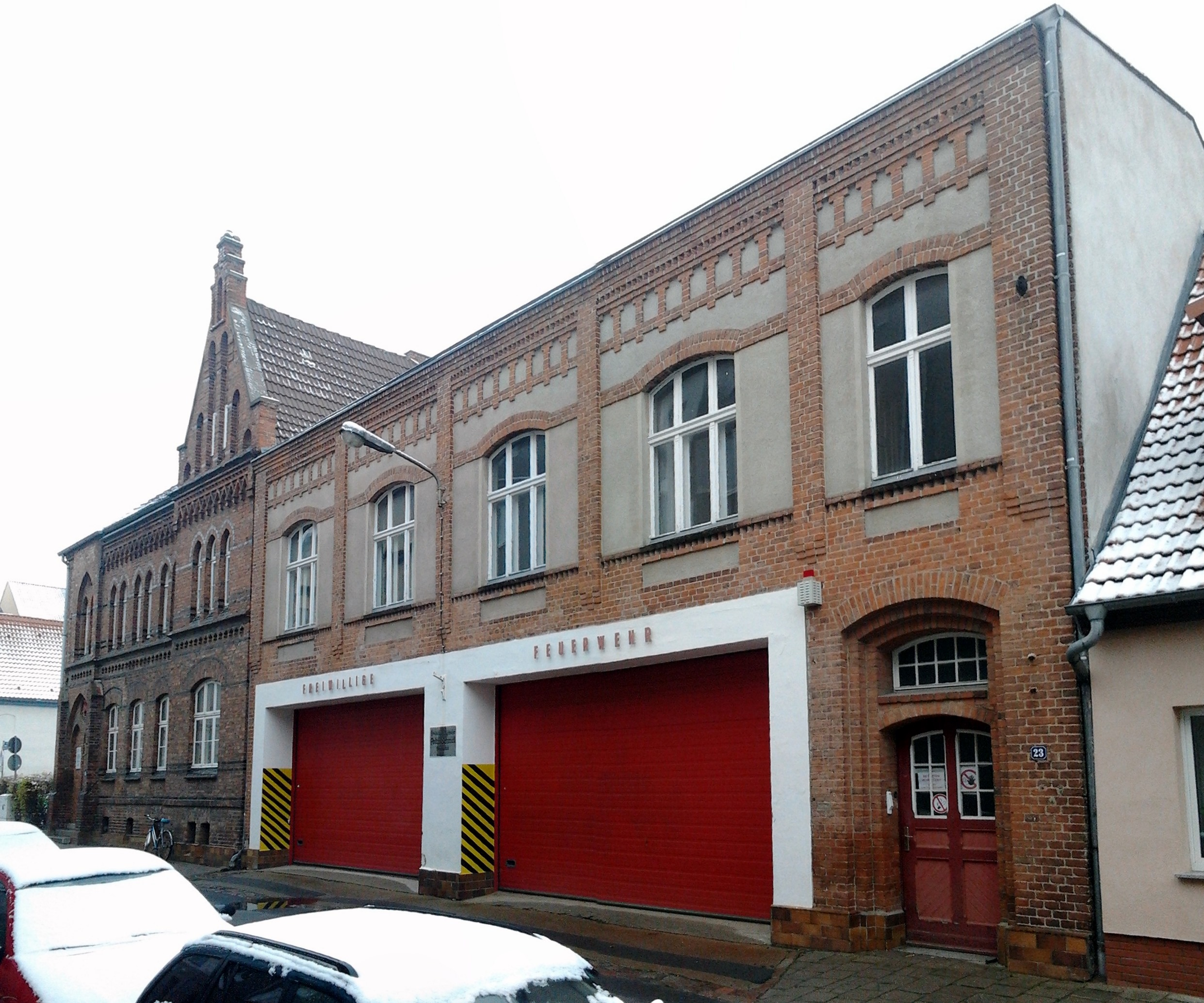
Alte Feuerwache, Fahrzeugausfahrt

Am 18. August 1875 wurde die Freiwillige Feuerwehr Greifswald, als eine der ersten im Nordosten der heutigen Bundesrepublik, gegründet. Drei Jahre nach der Gründung wurde das Feuerwehrhaus in der Baderstraße errichtet, welches im Jahr 1904 jedoch einen Umbau erlebte. Am 25. Januar 2009 wurde es wegen akuter Einsturzgefahr gesperrt und bis auf weiteres für die Feuerwehr nicht mehr freigegeben.
Im Jahr 1928 wurde die Freiwillige Feuerwehr motorisiert. Auch während des Zweiten Weltkriegs bestand die Freiwillige Feuerwehr, anders als in vielen anderen Städten, in denen eine Frauen- oder Kinderfeuerwehr eingerichtet wurde, fort, wenngleich sie erhebliche personelle Einbußen verkraften musste und zum Kriegsende aufgelöst wurde. Erst 15 Jahre später, bereits zu DDR-Zeiten, wurde sie neu gegründet.
Am 1. Februar 1994 gründete sich die Jugendfeuerwehr Greifswald.
Am 26. Mai 2009 teilte die Freiwillige Feuerwehr mit, dass sie aufgrund unzureichender technischer Ausstattung, insbesondere im Gebäudebereich, nicht mehr in der Lage sei, ordnungsgemäß ihren Dienst zu versehen. Am 29. Mai 2009 endete der Ausstand, nachdem die Stadtverwaltung mit Bauarbeiten am Übergangsstandort begonnen hatte.

### Aufgaben
Die Freiwillige Feuerwehr Greifswald hat primär die Aufgabe, die Berufsfeuerwehr Greifswald bei größeren Einsätzen direkt an der Schadensstelle zu unterstützen oder bei längeren Einsätzen die Sicherstellung des Brandschutzes in Greifswald so lange vorzunehmen, bis die Berufsfeuerwehr ihren Einsatz beendet hat und wieder ausrückebereit ist.
Zudem übernimmt die Freiwillige Feuerwehr Greifswald im Rahmen des Katastrophenschutzes des Landkreises Vorpommern-Greifswald die Aufgaben des Gefahrgutzuges Nord und der Technischen Einsatzleitung Nord.

### Fahrzeuge
Die Freiwillige Feuerwehr Greifswald verfügt über:
- 1 Mittleres Löschfahrzeug (MLF) mit 1000-Liter-Wassertank (Baujahr 2013)
- 1 Hilfeleistungslöschgruppenfahrzeug 20 (HLF 20) mit 2400-Liter-Wassertank und 150-Liter-Schaumtank (Baujahr 2012)
- 1 Drehleiter mit Korb (DLAK 23/12) (Baujahr 2004)
- 1 Gerätewagen Gefahrgut (GWG 2) (Baujahr 1994)
- 1 CBRN-Erkundungskraftwagen (CBRN-ErkKw) (Baujahr 2001)
- 4 Mannschaftstransportfahrzeuge (MTF) (Baujahre 2006, 2013, 2020 und 2024)
- 1 Einsatzleitwagen 2K (ELW 2) (Baujahr 2001)
- 1 Dekontaminationslastkraftwagen Personen (Dekon-LKW P) (Baujahr 1999)
- 1 Feuerwehranhänger Dekontamination-Geräte/Fahrzeuge (FwA Dekon-G) (Baujahr 2010)
- 1 Tanklöschfahrzeug 4000 (TLF 4000) mit 4000-Liter-Wassertank und 500-Liter-Schaumtank (Baujahr 2023)
- 1 Feuerwehranhänger Pritsche (FwA Pritsche) (Baujahr 2005)